# Youth of Today
Youth of Today var ett amerikanskt straight edge hardcore-band från Connecticut, aktivt mellan 1985 och 1990. De var en del av det ursprungliga Youth Crew-fenomenet och efterhand även "New York hardcore" och har satt avtryck därefter.

## Diskografi
- 1985 – Can't Close My Eyes
- 1986 – Break Down the Walls
- 1988 – We're Not in This Alone
- 1990 – Disengage
- 1995 – Take a Stand Live
- 2003 – A Time We Will Remember